# 300928 Uderzo
300928 Uderzo è un asteroide della fascia principale. Scoperto nel 2008, presenta un'orbita caratterizzata da un semiasse maggiore pari a 3,0614578 UA e da un'eccentricità di 0,0473813, inclinata di 0,95496° rispetto all'eclittica.